# Anton Svendsen
Anton Svendsen (danès: Carl Anton Plum Svendsen)  (Copenhaguen, 23 de juny de 1846 - Copenhaguen, 23 de desembre de 1930) Va ser un violinista danès.
Va rebre les seves primeres lliçons del seu pare Anton Cerelius Svendsen, que era oboista en una orquestra militar. Anton Svendsen ja era als escenaris del "Hoftheater" als vuit anys (1855). Després va rebre lliçons de Fritz Schram i Valdemar Tofte. Després va començar a compondre música. També va intentar ser expert en tocar l'arpa. Una alumna seva sobre aquest instrument es va convertir en Agnes Dahl. El 1868 Svendsen va començar la seva feina com a violinista a la "Det Kongelige Kapel", on va triomfar amb Tofte com a solista el 1893 i el 1895 va ser nomenat director de concert. El 1910 es va acomiadar d'aquella orquestra i després va prendre lliçons amb Joseph Joachim i altres.
Mentrestant, també havia après a tocar música de cambra. Va fer actuacions a Escandinàvia i Sant Petersburg. També va exercir un paper en organitzacions musicals a Dinamarca. Ja el 1884 era el violinista del famós quartet Neruda a Dinamarca, amb el nom del violoncel·lista Franz Neruda. El 1904 va començar a ensenyar al Conservatori del museu "Det Kongelige Danske", on va esdevenir membre del Consell d'Administració el 1906 i president el 1915. Ocuparia aquesta última posició fins a la seva mort.
Anton Svendsen va escriure una transcripció de l'entrada March of the Years de Johan Halvorsen.
Carl Nielsen li va dedicar el seu Quartet de corda número 2. Christian Barnekow va fer el mateix amb la seva Sonata per a violí. Otto Malling va dedicar la seva Fantasia Concert (opus 20) a Svendsen. Svendsen també va tenir certa interferència amb el concert de violí de Niels Gade, escrit per al professor Joachim Svensens.
Va passar el seu talent musical al seu fill Torben Anton Svendsen, que després es convertiria en violoncel·lista i director de cinema. Anton Svendsen ha estat retratat diverses vegades, tant en pintura com en fotografia. Els alumnes de Svendsen inclouen:
- Hakon Schmedes, violinista i compositor, que actuaria com a solista a l'Orquestra Simfònica de Boston i de Brussel·les;
- la violinista sueca Anna Sofia Lang Wolseley (Anna Lang (violinista);
- la violista Gunna Breuning-Storm.